# Deixalles valuoses
Deixalles valuoses (títol original: Scavenger Hunt) és una pel·lícula dels Estats Units de 1979 dirigida per Michael Schultz amb Richard Benjamin i Arnold Schwarzenegger. Ha estat doblada al català.

## Argument
Per heretar una fortuna, els diversos destinataris d'una herència han de competir en un salvatge joc de pistes per recollir uns elements seleccionats, però no es poden simplement comprar.

## Repartiment
- Arnold Schwarzenegger: Lars
- Richard Benjamin: Stuart Selsome
- James Coco: Henri
- Scatman Crothers: Sam
- Ruth Gordon: Arvilla Droll
- Cloris Leachman: Mildred Carruthers
- Cleavon Little: Jackson
- Roddy McDowall: Jenkins
- Robert Morley: Bernstein
- Dirk Benedict: Jeff Stevens
- Tony Randall: Henry Motley
- Richard Mulligan :
- Stephanie Faracy :
- Meat Loaf :
- Stephen Furst: Merle
- Richard Masur :
- Maureen Teefy :
- Julie Anne Haddock :
- Missy Francis :
- Avery Schreiber :
- David Hollander: Jason Motley
- Hal Landon, Jr.:
- Emory Bass :
- Byron Webster:
- Liz Torres :
- Stuart Pankin: Duane
- Carol Wayne: Infermera
- Willie Aames: Kenny Stevens
- Vincent Price: Milton Parker
- Pat McCormick:
- Shane Sinutko :Scott Motley